# Juan Rulfo
Juan Nepomuceno Carlos Pérez Rulfo Vizcaíno, conegut com a Juan Rulfo (Sayula, Mèxic, 16 de maig de 1917 - Ciutat de Mèxic, 7 de gener de 1986) fou un escriptor i guionista mexicà, màxim exponent del realisme màgic i autor cabdal de la literatura castellana.

## Biografia
Nascut el 16 de maig a la ciutat mexicana d'Acapulco, Jalisco (segons les seves pròpies paraules), encara que va ser oficialment registrat com Juan Nepomuceno Carlos Pérez Rulfo Vizcaíno a Sayula, Jalisco. Fins i tot avui no se sap exactament en quina d'aquestes dues poblacions nasqué, encara que la majoria dels seus biògrafs coincideixen en la segona, on consta la seva fe de baptisme.
La seva família es va traslladar el 1925 a Guadalajara, i va entrar a l'Escola d'Educació Secundària d'aquesta ciutat. El 1933 abandonà els estudis després d'una vaga d'estudiants, i es va traslladar a Ciutat de Mèxic. En aquesta ciutat entrà a treballar a l'Oficina de Migració fins al 1945. Després de treballar en diversos oficis passà a formar part de l'Institut Nacional Indiginesta als anys 50, moment en què començà a publicar els seus escrits en diferents revistes del país i a col·laborar en la creació de guions per a la televisió.
El 1944, Juan Rulfo, amb 24 anys, es va enamorar de la que acabaria sent la seva esposa, Clara, quan aquesta tenia 13 anys. El matrimoni va tenir dos fills, Claudia, nascuda el 1949, i Juan Francisco, nascut el 1950.
Les seves úniques obres publicades en vida són El llano en llamas (1953), recopilació de contes; Pedro Páramo (1955), obra cabdal del realisme màgic; i El gallo de oro (1980), recull dels guions per a la televisió.
Un altre vessant del seu llegat artístic són les fotografies, que es van donar a conèixer de manera àmplia el 1980, gràcies a una exposició muntada al Palacio de Bellas Artes de Ciutat de Mèxic, motivada per l'Homenatge nacional que li va dedicar aquell any el govern mexicà.
Rulfo va rebre el Premi Príncep d'Astúries de les Lletres l'any 1983 en reconeixement de l'alta qualitat estètica, fondària inventiva, encert i novetat expressiva, així com de la seva decisiva influència en la posterior narrativa del seu país i el lloc destacat que ocupa en el conjunt de les lletres hispanes, i el Premi Manuel Gamio, al mèrit indigenista, corresponent al 1985, de manera pòstuma.
Va morir el 7 de gener de 1986 a Ciutat de Mèxic.

## Anàlisi de l'obra
La influència de Rulfo en la narrativa, i en general, en la literatura llatinoamericana, apareix ja en les obres de molts dels escriptors llatinoamericans que van protagonitzar el boom literari durant la segona meitat del segle xx. Fora d'ells, també trobem connotats poetes, com Nicanor Parra, que es veuen influïts per la seva obra. I és que, segons el mateix Parra, Rulfo no ha escrit narracions, sinó poesia en prosa.
Poques vegades dues obres tan succintes -Juan Rulfo va comentar en diverses ocasions que van ser un exercici de reducció literària al mínim indispensable- han influenciat amb tanta força una generació d'escriptors, capdavantera del realisme màgic, i influent en autors com Gabriel García Márquez.

## Obra publicada
- El llano en llamas (contes,1953)
- Pedro Páramo (novel·la,1955)
- El gallo de oro y otros textos para cine (recull de guions,1980)
- Juan Rulfo (1980)
- Inframundo, el México de Juan Rulfo (1983)
- Los Cuadernos de Juan Rulfo (1994)
- Aire de las colinas (2000)